# Шпиллер, Иван Всеволодович
Иван Всеволодович Шпи́ллер (15 июля 1935, София, Болгария — 18 декабря 2003, Красноярск) — советский и российский дирижёр. Народный артист РСФСР (1990).

## Биография
Иван Всеволодович Шпиллер родился 15 июля 1935 года в Софии в семье русского эмигранта, бывшего офицера Белой армии, священника Русской православной церкви протоиерея Всеволода Дмитриевича Шпиллера и Людмилы Сергеевны (в девичестве Исаковой, чей род находился в близком родстве с известными дворянскими фамилиями — Лопухиными, князьями Васильчиковыми и Радзивиллами). До 1944 года семья Шпиллеров жила в болгарском городе Пазарджике, в 1944 году — переехала в Софию. В 1950 году благодаря ходатайствам в Москве Патриарха Алексия и сестры отца Всеволода — известной певицы, солистки Большого театра СССР Натальи Дмитриевны Шпиллер семья возвратилась на родину.
В 1952 году Иван Шпиллер поступает учиться в музыкальное училище при Московской государственной консерватории имени П. И. Чайковского и в 1955 году с отличием заканчивает полный курс обучения в училище по специальности «теоретик».
В 1953 году И. В. Шпиллер продолжает образование в Московской консерватории на теоретическом факультете, а затем (с 1957 года) проходит обучение у выдающегося профессора и дирижёра А. В. Гаука. В 1962 году Шпиллер заканчивает класс симфонического и оперного дирижирования у этого знаменитого педагога.
Первым постоянным местом работы стал симфонический оркестр Саратовской областной филармонии, где он занимал должность второго дирижёра. В 1965 году Шпиллер возглавил симфонический оркестр Харьковской областной филармонии. Затем работал дирижёром Государственного симфонического оркестра кинематографии (с которым записал музыку к 160 фильмам, в их числе «Калина красная» В. М. Шукшина, «Приключения итальянцев в России» Э. Рязанова, «Москва-Кассиопея»), дирижёром Большого симфонического оркестра Центрального телевидения и Всесоюзного радио, дирижёром Московского государственного симфонического оркестра.
И. В. Шпиллер вёл и активную гастрольную деятельность, дирижировал различными симфоническими оркестрами страны (Ленинградской филармонии, Таллина, Вильнюса, Минска, Киева, Тбилиси, Еревана, Нижнего Новгорода). Систематически участвовал в абонементных и открытых концертах Московской филармонии с её ведущими коллективами.
В 1978 году первый секретарь Красноярского крайкома КПСС П. С. Федирко предложил Шпиллеру возглавить коллектив тогда самого молодого в стране Красноярского симфонического оркестра. Специально для оркестра был сооружён малый концертный зал Красноярской филармонии. В феврале 1978 года состоялся первый концерт Шпиллера с Красноярским симфоническим оркестром (солист Виктор Пикайзен). В марте 1978 года Шпиллер занял пост главного дирижёра Красноярского симфонического оркестра, которым и будет руководить четверть века. Иван Всеволодович Шпиллер до конца своих дней оставался за пультом Красноярского академического симфонического оркестра.
Летом 1979 года было положено начало Норильским симфоническим сезонам (совместно с Ленинградской государственной академической хоровой капеллой имени М. И. Глинки).
В сезоне 1980-81 годов в рамках «симфонических понедельников», «симфонических вторников» и «симфонических воскресений» слушатели познакомились со всеми симфониями П. И. Чайковского, всеми симфониями С. В. Рахманинова, включая «Симфонические танцы», Реквиемом Моцарта, а также с фортепианными концертами Моцарта, Бетховена, Брамса, Чайковского, Рахманинова… Специальные циклы программ предназначались для студентов ВУЗов, учащихся старших классов средних школ.
В 1982 году в качестве лектора-музыковеда в оркестр пришёл Е. А. Лозинский. Ему удалось при поддержке ректора Красноярского Государственного университета профессора В. С. Соколова разработать специальную программу курса для студентов, практическая часть которого проходила на концертах классической музыки симфонического оркестра.
Художественные приоритеты дирижёра во многом определили основу обширного репертуара Красноярского академического симфонического оркестра. В первую очередь это русские произведения Сергея Рахманинова, Петра Чайковского, Игоря Стравинского, Модеста Мусоргского, Анатолия Лядова. Критика неоднократно отмечала «утонченное, благородно аристократическое построение и произношение фразы» сибирскими музыкантами, оригинальные интерпретации маэстро Ивана Шпиллера.
Красноярский академический симфонический оркестр (среди прочих произведений русской и зарубежной классики) в 1994 году записал все произведения для симфонического оркестра, написанные Анатолием Лядовым. И запись эту можно по праву считать эксклюзивной. Миниатюры Анатолия Лядова критики нередко сравнивали с живописью импрессионистов.
Маэстро Шпиллер любил и умел работать с крупными ораториальными формами произведений, где есть хор, оркестр, солисты, поэтому в репертуаре красноярцев, с первых лет существования оркестра, присутствовали шедевры Бетховена, Шуберта, Берлиоза, Моцарта и многих других композиторов разных стран и эпох. Оркестром были исполнены «Реквиемы» Верди, Керубини, Брамса, Бриттена, Моцарта с лучшими хорами страны…
Французская музыка Равеля, Шоссона, Дебюсси особенно нравилась Ивану Шпиллеру, он умел передать изысканность музыкальных образов этих композиторов. Не менее любимыми и часто исполняемыми были Брамс, Лист, Шопен.
Иван Шпиллер был исключительным мастером концерта и симфонического ансамбля, обладая от природы особой чуткостью музыкального слуха и безупречностью вкуса, поэтому лучшие, первоклассные исполнители всегда с удовольствием сотрудничали с Красноярским оркестром. Сибирская публика познакомилась с фортепианными, скрипичными и виолончельными концертами русских и зарубежных композиторов в исполнении лучших солистов: Татьяны Николаевой, Игоря Ойстраха, Виктора Третьякова, Дмитрия Башкирова, Льва Власенко, Рудольфа Керера, Лазаря Бермана, Михаила Плетнёва, Марины Мдивани, Марины Яшвили, Лианы Исакадзе, Виктора Пикайзена, Натальи Шаховской, Игоря Гаврыша, Николая Демиденко и Натальи Трулль; в конце 1990-х красноярские слушатели восторгались игрой тогда ещё совсем молодых, а сегодня всемирно известных пианистов Николая Луганского, Дениса Мацуева, Вадима Руденко.
12 марта 1983 года Шпиллеру было присвоено почётное звание «Заслуженный деятель искусств РСФСР», 2 февраля 1990 года — звание народного артиста России, а осенью 1993 года оркестру было присвоено звание «академический». В 1994 году его заслуги перед красноярцами были отмечены званием «Почётного гражданина города Красноярска».
В марте 1986 года коллектив отправился в турне по России (Ленинград, Липецк, Тамбов, Рязань, Пенза). 14 мая 1989 года выступал с Государственным академическим Русским хором СССР в концертном зале им. П. И. Чайковского в Москве с реквием Моцарта. Октябрь 1989 года — Ленинград, Мурманск, Вологда. 10-20 октября 1991 года — Белград (Югославия). 19 октября 1993 года — начало концертов в Швейцарии. Ноябрь 1995 года — Белград.
В 1996 года из-за острейших финансово-экономических проблем и внутренних настроений оркестра Шпиллер уехал в Москву, где работал над наследием своего отца, не оставляя музыкальной деятельности.
В августе 1999 года губернатор Красноярского края генерал Александр Иванович Лебедь пригласил Шпиллера вернуться в Красноярск. 22 октября 1999 года маэстро вышел на сцену Малого концертного зала в Красноярске, поклонился публике — все, как по команде, встали, приветствуя Шпиллера аплодисментами. На восстановление Красноярского оркестра ушёл целый сезон. На протяжении трёх лет краевые власти (губернатор Лебедь и его заместитель Надежда Ивановна Кольба) не просто проявляли особую заботу об оркестре, но и постоянно находились рядом. Практически ежемесячно концерты симфонического оркестра посещали первые руководители края. Оркестру были даны большие материальные возможности, без которых немыслимы творческие успехи, в коллектив вдохнули новую жизнь. В Красноярск опять вернулись знаменитые исполнители, состоялись долгожданные гастроли в Санкт-Петербург и Таллин.
15 ноября 2003 года любители музыки в последний раз слушали звучание оркестра под управлением Ивана Шпиллера, который скоропостижно скончался в Красноярске вечером 18 декабря 2003 года, в канун праздника Николая Чудотворца. Отпевали Ивана Всеволодовича Шпиллера в Николо-Кузнецком храме города Москвы, где более тридцати лет служил его отец. Похоронен на Кузьминском кладбище в Москве, рядом с родителями.
Его жена — Любовь Федоровна Загайнова (1949—2024), фотохудожник, член Союза журналистов. 
Дети: Всеволод, Дмитрий, Мария

## Награды и звания
- Заслуженный деятель искусств РСФСР (1983)
- орден «Знак Почёта» (1986)
- медаль «Ветеран труда»
- Народный артист РСФСР (1990)
- Почётный гражданин Красноярска (1994)
- Орден Дружбы (1995)[7]
- знак отличия «За заслуги перед городом Красноярском» (2000)

## Признание
В 2021 году было решено назвать именем маэстро Малый зал Красноярской краевой филармонии. Такое предложение поступило в правительство Красноярского края и получило поддержку губернатора Александра Усса и экспертного сообщества. Шпиллер руководил Красноярским академическим симфоническим оркестром. Под его руководством тот сформировал собственный исполнительский стиль и добился всесоюзного признания. В 2022 году Малому залу исполняется 40 лет с момента постройки, и сам оркестр отмечает юбилей — 45-летие.

## Труды
- Шпиллер И. В. Воспоминания об отце Всеволоде Шпиллере. М.: Православный Свято-Тихоновский богословский институт; Братство Всемилостивого Спаса, 1993.
- О. Всеволод Шпиллер. Проповеди. Прощальные слова. Цикл бесед об евхаристии. Приветственные слова. Составление и комментарии И. В. Шпиллера. Красноярск: Издательство «Енисейский благовест», 2002.
- О. Всеволод Шпиллер. Страницы жизни в сохранившихся письмах. Составление и комментарии И. В. Шпиллера. Красноярск: Издательство «Енисейский благовест», 2002.